# Närpesfjärden
Närpesfjärden är en fjärd i Finland. Den ligger i landskapet Österbotten, i den sydvästra delen av landet, 300 km nordväst om huvudstaden Helsingfors.
Närpesfjärden ligger mellan Kaskö i väster och fastlandet i öster. I norr avgränsas den av Nya Kaskövägens vägbank som har en sluss för passage till den uppdämda Knåpfjärden. Det finns även en mindre passage väster om Karklobben som leder till Järvöfjärden.